# Моррис, Девон
Девон Моррис (англ. Devon Morris; род. 22 января 1961) — ямайский легкоатлет, который специализировался в беге на 400 метров.

## Биография
Участник летних Олимпийских игр 1984 года в Лос-Анджелесе (США), 1988 года в Сеуле (Южная Корея) и 1992 года в Барселоне (Испания).
В 1990 году стал чемпионом Игр Центральной Америки и Карибского бассейна.